# Destination (Tourismus)
Destination (sprich „deutsch“ ˈdɛstinaʦɪ̯oːn; oder Reiseziel) ist im Tourismus der geographische Raum, der das Ziel einer Reise darstellt. Tourismus findet nicht nur in der Freizeit der Reisenden statt (Urlaubsreise), sondern kann auch als Dienst- oder Geschäftsreise zur Arbeitszeit gehören und hat ebenfalls ein bestimmtes Reiseziel.

## Allgemeines
Insbesondere im Luftverkehr hat sich die Destination (von lateinisch destinare, „bestimmen, festsetzen“) als Begriff für das Flugziel durchgesetzt und später im gesamten Tourismus ausgebreitet. Von der Tourismuswissenschaft ausführlich untersucht, setzte sich der international gebräuchliche Begriff „Destination“ im gesamten deutschsprachigen Raum durch. Die Tourismus-Destination ist ein Synonym für Tourismus-Ort, -Gemeinde oder -Region sowie auch für Städte, Landschaften oder Kulturräume. Die touristische Nachfrage orientiert sich hier stets am Zielgebiet, das gilt sowohl für Urlaubs- als auch für Geschäftsreisen.
Die Destination kann eine Region (etwa die Provence) oder ein konkreter Ort (etwa Avignon oder ein dortiges Hotel) sein. Es handelt sich um den „Kristallisationspunkt der Nachfrage“ einschließlich der Infrastruktur. Die Destination ist aus der Sicht der Nachfrager zu definieren.
Der Begriff umfasst sowohl kleinräumige Strukturen (Hotels, Resorts, Vergnügungsparks, in der Fachsprache auch Location genannt), oder Orte (etwa im Städtetourismus), als auch ganze Regionen (Tourismusregion, historisch gewachsen oder als Marke geprägt), Länder oder einen ganzen Kontinent. Die Größe des Gebiets, das subjektiv als Destination wahrgenommen wird, hängt dabei von der Entfernung zwischen Wohnort und Reiseziel ab. Ein Deutscher nimmt zum Beispiel i. d. R. eine Stadt wie Stuttgart als eigenständige Destination wahr, während ein Japaner den Kontinent Europa als Destination seines Urlaubs betrachtet – und nicht explizit einzelne Städte wie Rom, Paris oder London. Zu klassischen Begriffen wie Hotel, Fremdenverkehrsort, Kurort, Seebad oder Skigebiet bildet Destination den Oberbegriff und ist im allgemeinen Sinne auf kein spezifisches Angebotssegment eingeschränkt.

## Ebenen
Eine Destination wird durch drei Ebenen geprägt:
- Auf der Makroebene agieren die öffentlichen Akteure wie Tourismusministerium, Fremdenverkehrsamt oder Gemeindeverwaltung.
- Die Mesoebene besteht aus einem Netzwerk von Unternehmen, die beispielsweise Destinationsprodukte gestalten und vermarkten.
- Die Mikroebene umfasst die unternehmerischen Aspekte, die von kleinen und mittleren Unternehmen, auch Familienunternehmen, in der Destination wahrgenommen werden.

Die Destination ist als Wettbewerbseinheit aufzufassen, die als strategische Geschäftseinheit geführt werden muss.

## Destinationsmanagement und -marketing
Ursprünge des Destinationsmanagements lagen in den kommunalen Fremdenverkehrsverbänden, die eine Ortschaft als Destination darboten. Heute etabliert man typischerweise gemeinsame Dachmarken als Werbeträger. Deren Träger sind sowohl privatwirtschaftliche (Firmen der Tourismusbranche, Fachverbände) wie auch staatliche Organisationen (Ministerien und nationale oder subnationale Tourismusbehörden, etwa Österreich Werbung), es bilden sich auch übernationale Destinationsvermarkter. Die Aufgabe des Destinationsmanagements besteht darin, aus dem Nebeneinander der verschiedenen touristischen Leistungsträger einer Destination eine strategisch geführte und profilstarke Wettbewerbseinheit für den nationalen und internationalen Tourismus entstehen zu lassen. Hauptziel ist die Beeinflussung der touristischen Nachfrage durch eine angebotsprofilbezogene und gästegerechte Tourismusorganisation.

## Wirtschaftliche Aspekte
Das Destinations-Management muss primär dafür sorgen, Touristen aus dem Ausland in die Destination „hineinzuziehen“, mithin Incoming-Tourismus zu betreiben. Ein Destinationsmarketing liegt vor, wenn im Incoming-Tourismus alle touristischen Angebote vermarktet werden. Die Destination muss dabei als System betrachtet werden, das aus einer Vielzahl von Elementen besteht, die zueinander in Beziehung stehen. Zu den Akteuren einer Destination zählen vor allem touristische Dienstleister und Leistungsträger (wie Hotellerie, Einzelhandel, Gastronomie, Museen, Wellness) sowie die vorhandene touristische Infrastruktur. Die Interdependenz einzelner Wirtschaftszweige, ihrer Märkte, der Bevölkerung und der Umwelt (Ökotourismus) beeinflussen die Wettbewerbsfähigkeit der Destination. Die Akteure können in einer Form zusammenarbeiten, durch welche alle touristisch relevanten Wertschöpfungsketten durch Marktbearbeitung erschlossen werden können.
Der Massentourismus ist unter anderem dadurch gekennzeichnet, dass sich viele Urlauber zur Hochsaison dieselbe Destination aussuchen. Typische Destinationen des Massentourismus (etwa Mallorca) weisen eine Monostruktur auf, die auf Schwankungen des Tourismus sensibel reagieren und große Auswirkungen auf die Devisenbilanz eines Staates haben können. Wie die COVID-19-Pandemie gezeigt hat, können die volkswirtschaftlichen Auswirkungen in Tourismus-Destinationen erheblich sein. Das gilt auch für einzelne Touristik-Veranstalter dieser Destinationen, die darauf angewiesen sind, in der Hochsaison einen Gewinn zu erwirtschaften, der ausreicht, um auch die Nebensaison zu finanzieren.
Verbunden ist eine Destination durch eine gemeinsame touristische und sonstige Infrastruktur. Bis in die 1990er Jahre konzentrierten sich die Anbieter auf das etablierte Profil und traten dadurch regional in Wettbewerb im gleichen Marktsegment, aber auch zu den anderen Segmenten. Durch das globalisierte Reiseverhalten treten heute Reiseziele aber nicht mehr ausschließlich im eigenen Angebotsprofil in Konkurrenz, etwa in der Wintersaison Europas ein Skigebiet der Alpen mit dem anderen, sondern auch mit Badetourismus in den Tropen. Außerdem geht die Tendenz weg vom einschlägigen Tourismus; der Gast erwartet heute ein viel breiter gefächertes Angebot und setzt in allen Sparten ein begleitendes Angebot voraus (wie Wellness, Events, umfassende Tourismusinformation); er entscheidet sich auch viel spontaner, welche Art der Reise er überhaupt antritt (Last-minute-Angebote). Daher ist man im Marktwettbewerb des Tourismus dazu übergegangen, die Destination als ein gemeinsames strategisches Geschäftsfeld zu führen. Dabei werden die einzelnen Angebote im Sinne eines Synergieeffekts verbunden. Als identitätsstiftend wurde von der Initiative Kennzeichenliberalisierung erkannt, dass das Kfz-Kennzeichen für viele Städte das wichtigste Symbol für die Marke der Stadt bedeutet.

## Kritik und neue Ansätze
In den letzten Jahren ist vermehrt Kritik an einseitig angebotsorientierten Definitionen touristischer Destinationen aufgekommen. Ein Hauptargument ist dabei, dass sich Touristen in ihrem Reiseverhalten nicht an den Grenzen von lokal, regional oder national definierten Destinationen orientieren. Sie überschreiten diese Grenzen in unterschiedlichen Bewegungs- und Aktivitätsmustern (etwa Rundreisen mit Fly-and-Drive oder Hub-and-Spoke Muster mit Übernachtung an einem zentral gelegenen Ort und Tagesausflügen in unterschiedliche Destinationen). Gleichzeitig wird angebotsseitig versucht, diesem flexiblen Nachfrageverhalten mit statischen und hierarchischen Strukturen gerecht zu werden. Neue Ansätze wie das St. Galler Modell für Destinationsmanagement (SGDM) definieren daher Destinationen als variable und vielfältige Aktivitätsräume basierend auf strategischen Besucherströmen (kurz: SBS), um dem effektiven Nachfrageverhalten besser gerecht zu werden.
In einer sozialwissenschaftlich orientierten Reiseforschung werden die Wechselwirkungen zwischen touristischen Bedürfnissen und Praxen einerseits und den ökonomischen Interessen von Veranstaltern und Anbietern in den Zielgebieten andererseits beleuchtet.